# 건조 기후
건조 기후(乾燥氣候)는 무수목 기후 중 건조함으로 인해 식물이 생육할 수 없는 지역에서 나타난다. 쾨펜의 기후구분에서 기후대 B로 저위도에서 두 번째에 위치함을 나타낸다.
주로 위도 20에서 30도 부근의 중위도 지대, 이른바 아열대 지역의 한류의 영향이 미치는 대륙 서안과 건조한 내륙 지역에 분포하는데, 이는 이들 지역이 아열대 고압대의 세력 하에 있기 때문이다.

## 정의

### 일반적 정의
연평균 강수량이 500mm 이하인 경우에 해당된다.

### 쾨펜의 정의
연평균 강수량이 연평균 기온과 강수의 계절적 분포의 상관관계로 성립된 건조한계에 이르지 못하였을 때를 건조 기후라고 정의하였다. 
최난월의 평균 기온이 10℃ 이상일 것(단, 한대가 아닐 것).
연 강수량이 건조 한계 {\displaystyle r}(mm) 미만일 것. 건조 한계 {\displaystyle r}은 연평균 기온을 {\displaystyle t}(℃)로 하여 {\displaystyle r=20(t+x)}로 정의된다.
{\displaystyle x}는 아래의 강수 패턴 조건에 의해 결정된다.
| {\displaystyle x=14} | w(겨울철 건조/여름비)    | 가장 많은 비가 내린 달이 여름에 있으므로, 10×가장 적게 비가 내린 달의 강수량 ＜가장 많이 비가 내린 달의 강수량                                               |
| {\displaystyle x=0}  | s(여름철 건조/겨울비)    | 가장 많은 비가 내린 달이 겨울에 있으므로, 3×가장 적게 비가 내린 달의 강수량 ＜가장 많이 비가 내린 달의 강수량 또 가장 적게 비가 내린 달의 강수량이 30mm 미만 |
| {\displaystyle x=7}  | f(연중 습윤/평균적인 비) | w도 s도 아니다 |

## 쾨펜의 구분
건조한계 {\displaystyle r}의 1/2인 사막한계를 기준으로 구분한다.
- 사막 기후(BWh, BWk) : 연 강수량이 사막 한계 미만.
- 스텝 기후(BSh, BSk): 연 강수량이 사막 한계 이상 건조 한계 미만.

연평균 기온이 18℃ 이상이면 BWh, BSh가 되고, 18℃ 미만이면 BWk, BSk가 된다.
W와 S는 사막(Wüste)과 스텝(Steppe), h와 k는 덥다(heiß)와 춥다(kalt)의 독일어 약자이다.

## 같이 보기
- 기후
- 안외쿠메네
- 사막
- 스텝